# تحلیل داده‌های تابعی
تحلیل داده‌های تابعی(FDA) شامل توسعه رویکردهای آماری برای داده‌هایی می‌باشد که دارای ماهیت تابعی می‌باشند. به عبارتی دیگر، در این گرایش داده‌ها تابع‌های پیوسته‌ای را نشان می‌دهند که به صورت {\displaystyle x(t)} بر حسب متغیر {\displaystyle t}، که معمولاً نماد زمان است، قابل بیان می‌باشند. تعلق این توابع به فضاهای با بعد بینهایت، استفاده از روش‌های متداول در آمار کلاسیک را برای تحلیل آنها، با چالش رو برو می‌کند. تحلیل مؤلفه های اصلی تابعی و همچنین مدل های خطی تابعی از زمینه های مهم تحلیل داده های تابعی است.